# روفون (إزار)
روفون هي بلدية في إزار في جنوب شرق فرنسا.